# Дилиџан
Дилиџан (јерм. Դիլիջան, такође романизовано као Dilizhan, Dilichan, Dilidjan, and Tilichan) је град у Јерменији у северној покрајини Тавуш. Једно је од најпознатијих одмаралишта у земљи смештено усред Дилиџанског националног парка. Град је стециште уметника из целе Јерменије. У централној улици Шарамбејан која је изграђена у старом стилу, налазе се бројне занатске радионице, галерија и музеј.
Јерменска влада планира да претвори Дилиџан у финансијски центар регије.

## Општи подаци
Дилиџан је варош смештена у долини реке Акстафа (чак 20 км уз њее обале), на 1.500 m надморске висине. Са северне стране се издижуу високи врхови Малог Кавказа, док је са југа кланац Симјоновка. Планине су готово у целости прекривене густом шумом (укупно је под шумама око 34.000 хектара). На највишим врховима појас шума постепено смењују бујни планински пашњаци. Поред главног водотока Акстафе, кроз варош протичу и две мање речице Головинка и Дилиџанка.
Смештен у срцу шумског појаса северне Јерменије, питорескни Дилиџан је рај за уметнике, а историјски центар града са улицама које су као пресликане из периода са краја XIX века (бројне занатске радионице и сувенирнице) означио је овај регион као "кавкаску Швајцарску".
Према неким археолошким налазима, на овом подручју су постојала насеља још у периоду касног Бронзаног и раног Железног доба. У античком периоду ово подручје је било познато као Ховк и било је омиљено ловиште тадашњих краљева и племића. У близини садашње вароши у XIII веку је постојало насеље Буџур Дили. Садашње име Дилиџан се први пут спомиње у путописима Француза Жана Шардена из 1666. год.
Град је популацијски почео нагло да расте након доласка Руса 1801. године. Прва јерменска школа је отворена 1868. а 36 година касније и прва руска школа. 1908. је отворена и прва јавна библиотека.
Да би се заштитила природа региона 1958. је основано посебно друштво за заштиту шумског фонда, које је 2002. прерасло у Национални парк Дилиџан. Око 94% територије садашњег парка је прекривено шумама у којима се налази 40 реазличитих врста дрвећа и око 18 различитих врста џбуња. Најраширенији су храст, буква и граб, а доста су раширене и остале листопадне врсте (јавор, врба, брест, липа).
Национални парк има веома шаролик и животињски свет. Од сисара ту живе мрки медвед, вук, куна, рис, видра, персијска веверица, јеж, дивокоза, јелени, дивље свиње и друге врсте. Од птица бројни су белоглави супови, орлови, јастребови, фазани, јаребице, препелице и други.
Један од најатрактивнијих локалитета је језеро Парз које се налази северно од града на 1.400 m надморске висине. Језеро заузима 2 хектара површине, а максимална дубина му је око 8 m. Источније од њега се налази и језерце Тзлка (или Гош) на 1.500 m висине. 

## Културно-историјско наслеђе
Дилиџан има богато културно и историјско наслеђе. Током археолошких ископавања на гробљима Галовино и Папанино у близини града откривени су бројни предмети од бронзе стари преко 3.000 година (оклопи, бодежи, бокали, минђуше). Сви ови предмети су доступни посетиоцима у локалном музеју или у Ермитажу.
Најпознатији верски локалитети су манастир Агарцин који се налази 12 км источно од града и у његовом оквиру се налазе три цркве и звоник. Најастарија је црква светог Григорија из X века, док су преостале две саграђене у XIII веку. Манастир Гошаванк из XII века је представљао главни теолошки центар средњовековне Јерменије (на 23 км од града).

## Економија и туризам
Јерменска влада од 2009. године спроводи план претварања Дилиџана у финансијски центар регије. У складу са тим Централна банка Јерменије би почев од 2013. требало да премести део својих канцеларија управо у Дилиџан. Са тим у вези тренутно се граде објекти за будуће финансијске и културне институције.
Дилиџан је најомиљенија дестинација за туристе који посете ову земљу. Град има бројне луксузне хотеле и лечилишта високог ранга који посетиоцима пружају максимум удобности. Град је познат и по својим изворима лековитих минералних вода. У центру Дилиџана постоји и амфитеатар на отвореном.

## Спорт и образовање
Дилиџан има градски фудбалски стадион капацитета 2.000 седећих места који је дом локалног фудбалског клуба ФК Импулс који се такмичи у Јерменској премиер лиги.
У граду се налази 5 јавних школа и шест вртића са укупно 2.250 ученика. Постоји и одељење музичке и ликовне школе. У граду су и одељења Јереванске државне академије лепих уметности и Јереванског универзитета за менаџмент и информационе технологије. Постоје и три државне средње школе (медицина, уметност, занати).
У граду је планирана и једна од највећих инвестиција у области образовања, вредна 100 милиона долара, у изградњу Међународне школе, која би према плановима требало да постане једна од најбољих школа и интерната тог типа у региону ("Dilijan International School of Armenia"). Но, тај план је касније еволуирао у Колеџ уједињеног света у Дилиџану, који је званично отворен 11. октобра 2014. године за школску 2014-2015 годину, а свечаности су присуствовали председник Јерменије Серж Саргсјан, председник Србије Томислав Николић, Католикос Карекин II од Јерменије и патријарх Мар Игњације Ефраим II сиријски.

## Галерија
- Традиционалне куће
- Хачкар у манастиру Агарцин
- Манастир Агарцин
- Национални парк Дилиџан
- Кавказ
- Централни Кавказ
- Шуме су благо Тавуша
- Шуме уз реку
- Старе реновиране грађевине
- Стари град
- Куће у Дилиџану
- Колеџ уједињеног света у Дилиџану, основан 2014. године